# Rococò

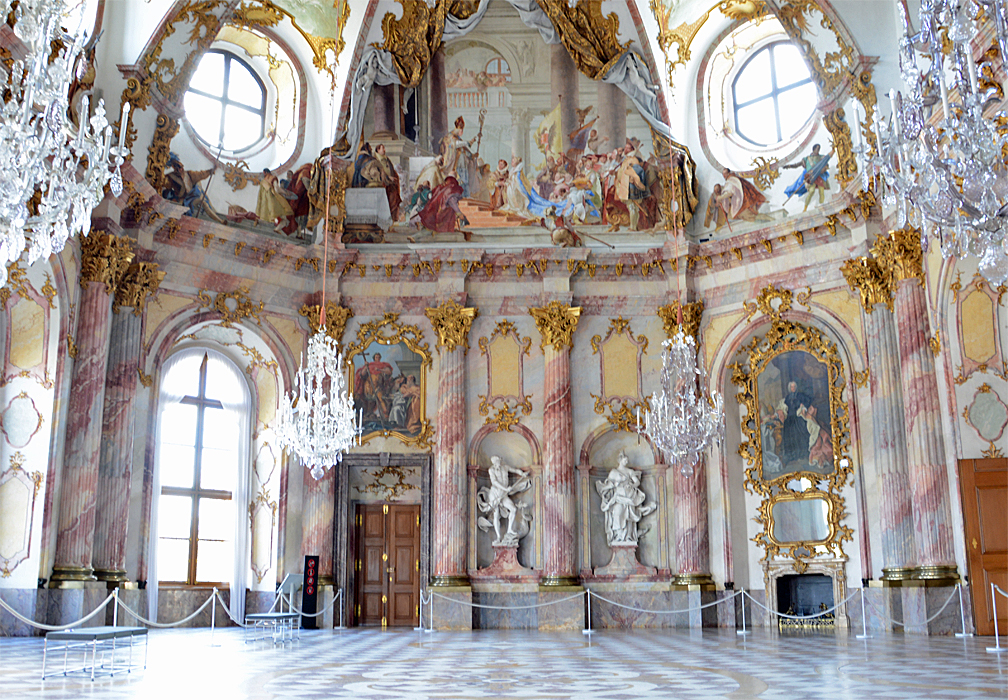
La Kaisersaal della Residenza di Würzburg.

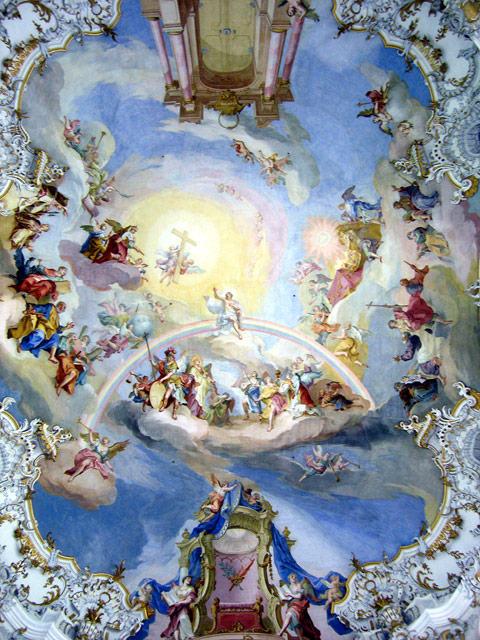
Santuario di Wies

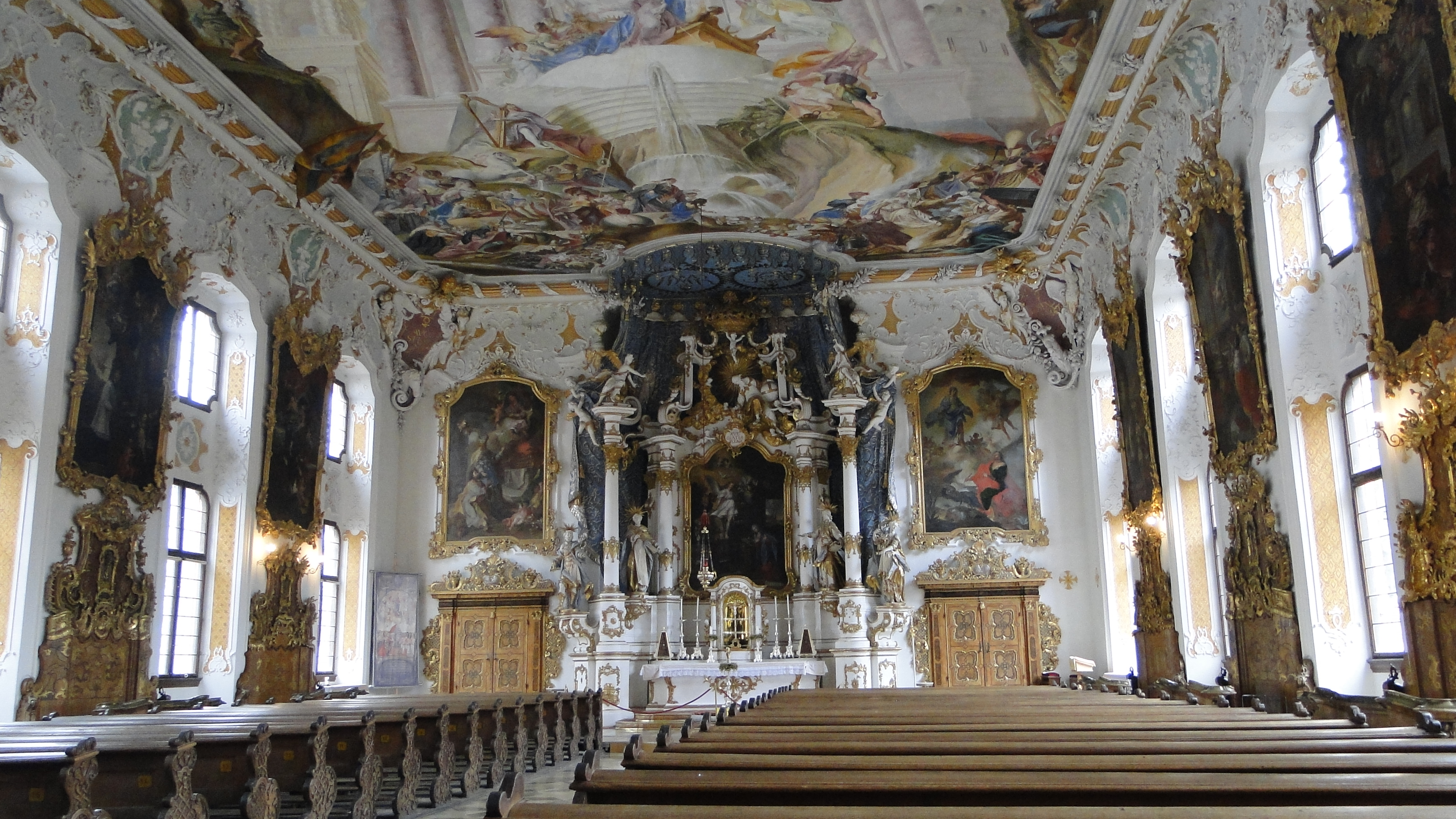
Interno della chiesa di Santa Maria della Vittoria di Ingolstadt (detta anche Asamkirche di Ingolstadt)

Il rococò è uno stile ornamentale sviluppatosi in Francia nella prima metà del Settecento quale evoluzione del tardo barocco.
Il termine deriva dal francese rocaille, un tipo di decorazione eseguita con pietre, rocce e conchiglie, utilizzate come abbellimento di padiglioni da giardino e grotte.
Esso si distingue per la grande eleganza e la sfarzosità delle forme, caratterizzate da ondulazioni ramificate in riccioli e lievi arabeschi floreali, presenti soprattutto nelle decorazioni, nell'arredamento, nella moda e nella produzione di oggetti.
Si pone in netto contrasto con la pesantezza e i colori più forti adottati dal precedente periodo barocco.
Lo stile tende a riprodurre il sentimento tipico della vita aristocratica libera da preoccupazioni o del romanzo leggero piuttosto che le battaglie eroiche o le figure religiose.
A fine secolo il rococò fu a sua volta sostituito dallo stile neoclassico.

## Dal barocco al rococò

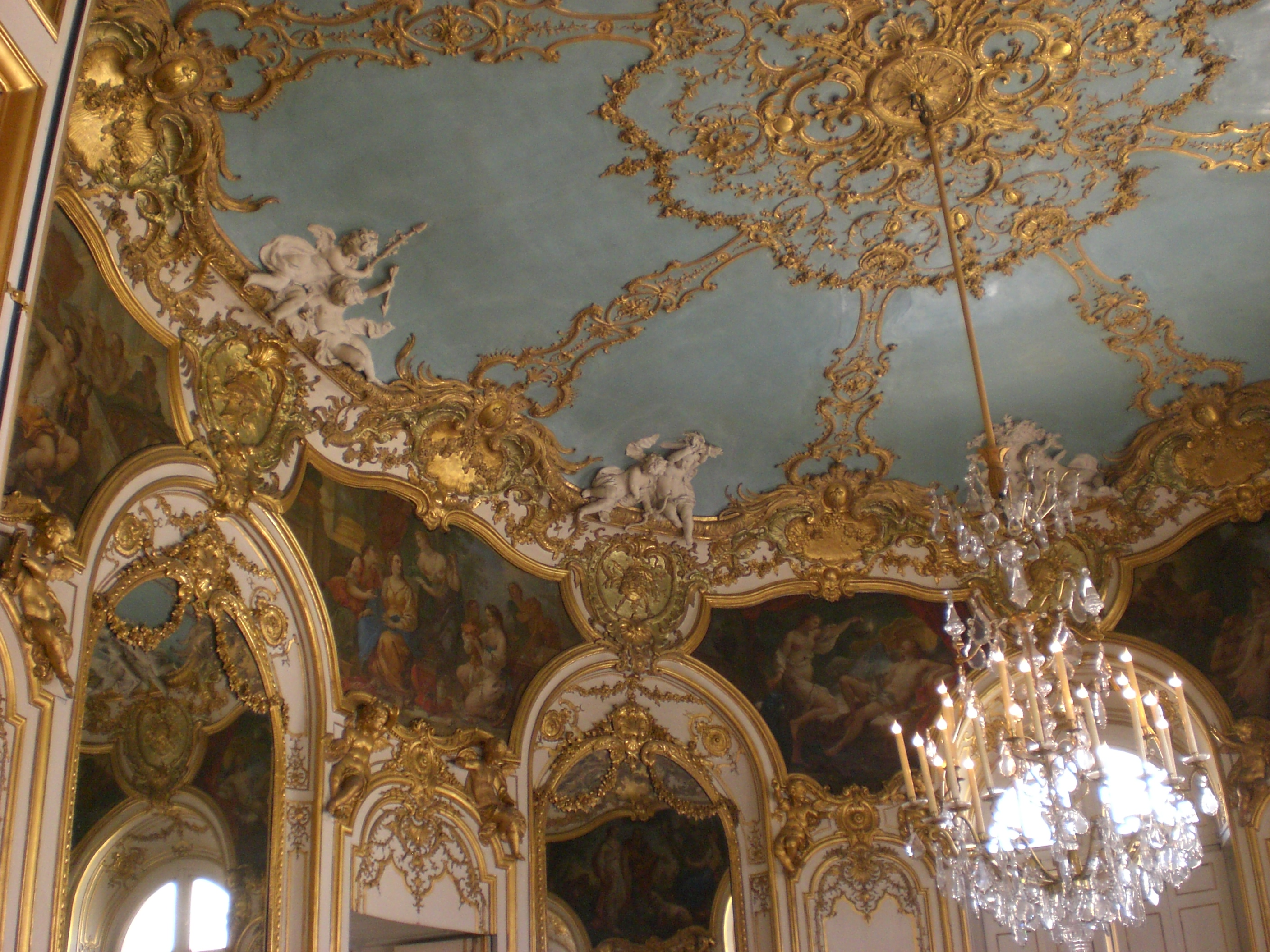
Il Salone ovale dell'Hôtel de Soubise di Parigi

Dopo l'opulenza del barocco, che aveva prosperato per tutto il XVII secolo annoverando grandi artisti come Gian Lorenzo Bernini, Francesco Borromini e Pietro da Cortona, all'inizio del XVIII secolo nasce in Francia lo stile rococò. Esso si sviluppa come una elaborazione estrema di motivi già presenti nel barocco, ridotti a una dimensione più a misura d'uomo, soprattutto nella decorazione d'interni, nell'arredamento e nelle arti applicate.

## Storia
Lo stile rococò francese fu inizialmente utilizzato nelle arti decorative e per il design degli interni. La successione al trono di Luigi XV di Francia portò un cambiamento tra gli artisti di corte e in generale nella moda del tempo. Verso la fine del precedente regno, i ricchi motivi tipici del barocco stavano dando già spazio ad elementi più leggeri, con più curve e motivi più naturali. Un primo segno di evoluzione si ebbe sotto la Reggenza di Filippo II di Borbone-Orléans dove le linee morbide e i colori pastello vincono sul rigore e i colori audaci. Un esempio ne è la Galerie Dorée dell'Hôtel de Toulouse a Parigi.
Questi elementi erano già evidenti e riscontrabili, ad esempio, nei progetti architettonici di Germain Boffrand e del suo allievo Nicolas Pineau. Durante il regno di Luigi XV la vita di corte si allontanò dal palazzo di Versailles portando il cambiamento artistico nel palazzo reale e poi permettendo il suo diffondersi in tutta l'alta società francese. La delicatezza e la gioia dei motivi rococò sono stati spesso visti come reazione agli eccessi presenti nel regime di Luigi XIV. Opera esemplare ne è il fastoso Hôtel de Soubise di Parigi.
Il 1750 rappresentò il periodo di maggior vitalità e sviluppo del Rococò in Francia. Lo stile si sviluppò bene oltre l'architettura e investì anche l'arredamento, la scultura e la pittura. Fra i lavori più esemplificativi vi sono quelli degli artisti Germain Boffrand per l'architettura; Lambert-Sigisbert Adam, per la scultura; e Jean-Antoine Watteau, François Boucher e Jean-Marc Nattier, per la pittura.
Il rococò mantenne ancora il sapore tutto barocco delle forme complesse e intricate ma da quel momento iniziò ad integrare diverse e originali caratteristiche quali l'inclusione di temi orientali o composizioni asimmetriche.
Lo stile rococò si diffuse soprattutto grazie agli artisti francesi e alle pubblicazioni del tempo. Fu prontamente accolto nelle zone cattoliche della Germania, Boemia e Austria dove venne "fuso" con il barocco tedesco. In particolare nel sud, il rococò tedesco fu applicato con entusiasmo nella costruzione di chiese e palazzi; gli architetti spesso addobbavano i loro interni con "nuvole" di stucco bianco. Tra gli esponenti più importanti del rococò tedesco si possono citare lo scultore ed ebanista Guillielmus de Groff e l'architetto Joseph Greissing.
In Italia lo stile tardo Barocco di Francesco Borromini e Guarino Guarini si è evoluto nel Rococò a Torino, Venezia, Napoli e in Sicilia, mentre in Toscana e a Roma l'arte rimase ancora fortemente legata alla tradizione barocca.

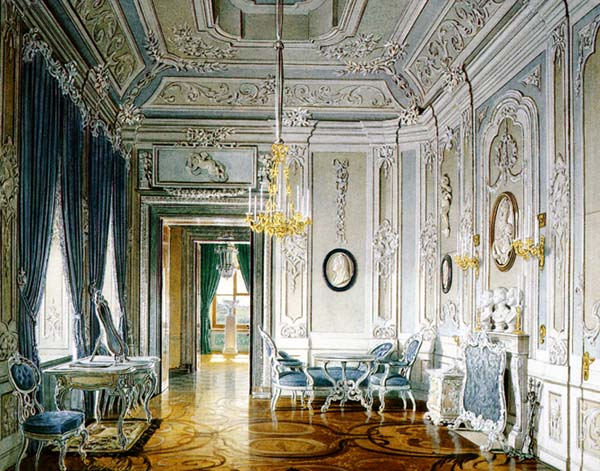
Un interno in stile rococò

In Inghilterra il nuovo stile fu considerato come "il gusto francese per l'arte", gli architetti inglesi non seguirono l'esempio dei loro colleghi continentali, ciò nonostante l'argenteria, la porcellana e le sete furono fortemente influenzate dal rococò. Thomas Chippendale trasformò l'aspetto dell'arredamento inglese attraverso lo studio e l'adattamento del nuovo stile. William Hogarth contribuì a creare una teoria sulla bellezza del rococò; senza riferirsi intenzionalmente al nuovo stile, egli affermò nella sua L'analisi della bellezza (1753) che le curve a S presenti nel rococò erano la base della bellezza e della grazia presenti in arte e in natura.
La fine del rococò inizia intorno al 1760 quando personaggi come Voltaire e Jacques-François Blondel muovono delle critiche alla superficialità e alla degenerazione dell'arte. Blondel, in particolare, si lamentò dell'incredibile miscuglio di conchiglie, dragoni, canne, palme e piante nell'arte contemporanea. Nel 1780 il rococò smette di essere di moda in Francia ed è rimpiazzato dall'ordine e dalla serietà dello stile Neoclassico il cui portabandiera è Jacques-Louis David.
Il rococò rimane popolare in provincia e in Italia fino alla seconda fase del Neoclassicismo, il cosiddetto "stile Impero", quando grazie al governo napoleonico è definitivamente spazzato via.
Un rinnovato interesse per il rococò si ha tra il 1820 e il 1870. L'Inghilterra è la prima a rivalutare lo "stile Luigi XIV", così come fu erroneamente chiamato all'inizio, e a pagare grosse cifre per comperare gli oggetti rococò di seconda mano che si potevano trovare a Parigi. Ma anche artisti importanti come Delacroix e mecenati quali l'imperatrice francese Eugénie riscoprono il valore della grazia e della leggerezza applicata all'arte e al design.

## Rococò applicato alle arti

### Arredamento e oggetti decorativi

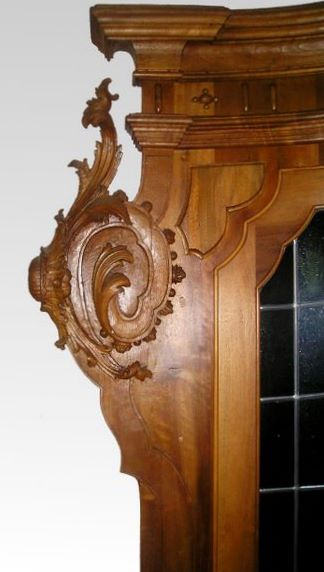
Particolare di un confessionale in stile Rococò di Joseph Anton Feuchtmayer

I temi leggeri ma intricati del design rococò si addicono meglio agli oggetti di scala ridotta piuttosto che imporsi (così come invece nel barocco) nell'architettura e nella scultura. Non sorprende quindi che il rococò francese fosse usato soprattutto all'interno delle case. Figure di porcellana, argenteria e soprattutto l'arredamento iniziarono ad applicare il rococò quando l'alta società francese cercava di arredare le sue abitazioni nel nuovo stile.
Il rococò ama il carattere esotico dell'arte cinese e in Francia si sbizzarrisce nella produzione delle cosiddette Chinoiserie, le cineserie di porcellane e vasellame per la tavola, boiserie, paraventi. In Germania si creano grandiosi padiglioni e pagode nei giardini, come per esempio la bellissima Chinesische Haus del Parco di Sanssouci a Potsdam.
Una dinastia di ebanisti parigini, alcuni dei quali nati in Germania, sviluppa uno stile di linee curve e sinuose in tre dimensioni, dove le superfici impiallacciate sono completate da intarsi in materiali preziosi come il bronzo, legni pregiati, tartaruga, marmo, avorio, madreperla. I maggiori autori di questi lavori rispondono ai nomi di Antoine Gaudreau, Charles Cressent, Jean-Pierre Latz, Jean-François Oeben, Jean-Henri Riesener e Bernard II van Risenbergh.
Disegnatori francesi come François de Cuvilliérs e Nicolas Pineau esportano lo stile a Monaco di Baviera e a San Pietroburgo, mentre il tedesco Juste-Aurèle Meissonier si trasferisce a Parigi. Il capostipite e precursore del rococò a Parigi è stato però Simon-Philippe Poirier.
In Francia lo stile rimase abbastanza sobrio e caratterizzato da un'estrema eleganza e raffinatezza, dato che gli ornamenti, principalmente in legno, furono meno massicci e apparivano come un misto di motivi floreali, scene, maschere grottesche, dipinti e intarsi di pietre dure. In Baviera e in generale nella Germania meridionale, invece, lo stile si fece veramente ricco e ridondante, tanto da creare vere meraviglie.
Il rococò inglese tende a essere più moderato, un po' per motivi puritanisti e un po' per quelli economici. Il disegnatore di mobili Thomas Chippendale mantiene le linee curve ma taglia corto con i costosissimi orpelli alla francese. Il maggior esponente del rococò inglese fu, probabilmente, Thomas Johnson, uno scultore e progettista di mobili attivo a Londra alla metà del 1700.
In Italia il massimo esponente del rococò nell'arredamento è l'ebanista e intagliatore Pietro Piffetti, attivo a Torino tra terzo decennio del '700 e il 1777. Dal 1731 diviene primo ebanista di Carlo Emanuele III e molta produzione sarà destinata a casa Savoia. La cifra stilistica del Piffetti si esprime, contrariamente allo stile Chippendale, non tanto nelle curve quanto nella ricchezza dell'intaglio, con l'utilizzo di molti materiali anche preziosi (avorio, tartaruga, argento ecc.). Particolarmente suggestiva la Biblioteca realizzata per la Villa della Regina a Torino e ora al Palazzo del Quirinale.Biblioteca Piffetti - Palazzo del Quirinale

### Architettura

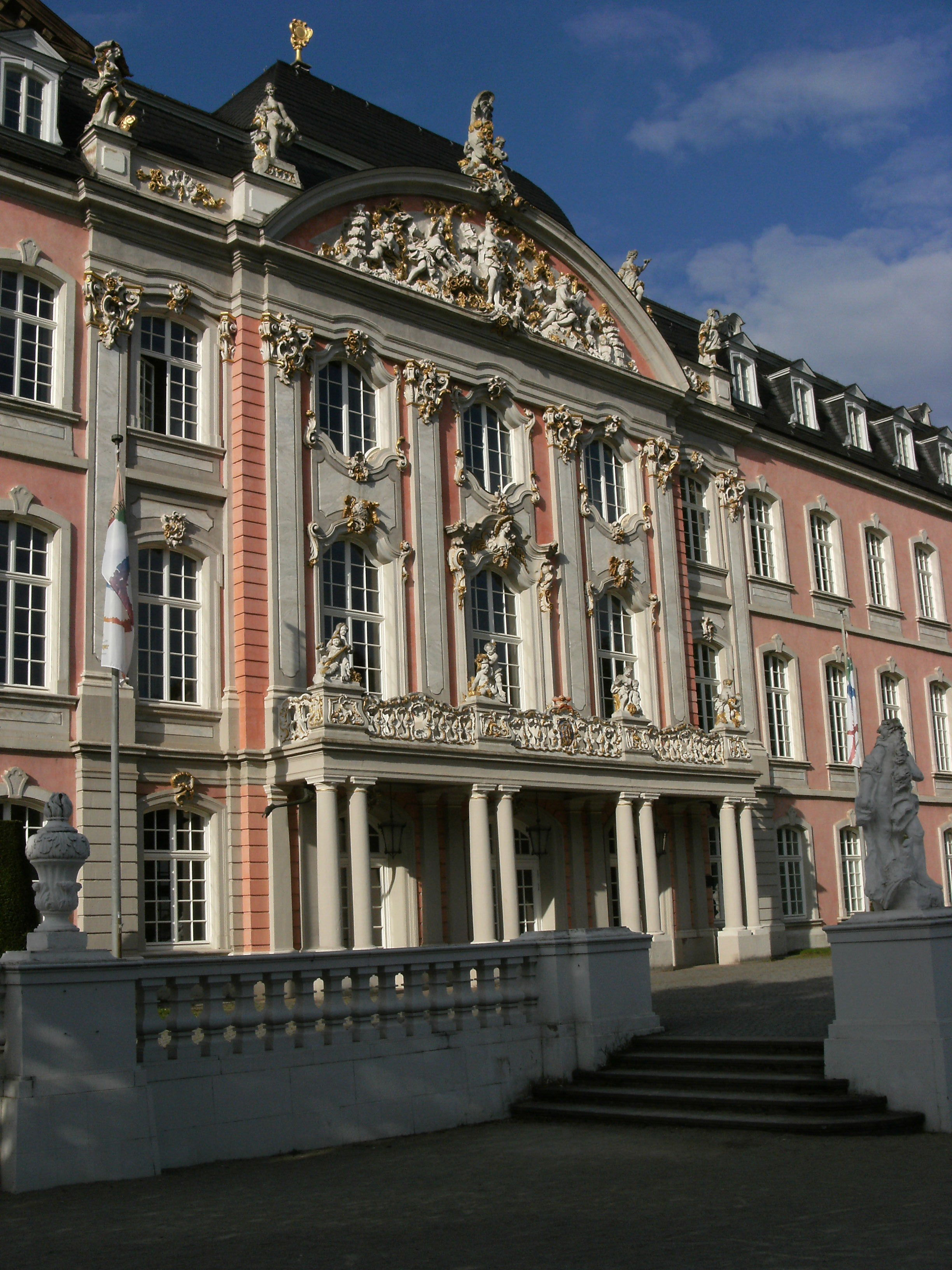
L'avancorpo centrale del Palazzo del Principe Elettore di Treviri.

Apparso per la prima volta in alcuni ambienti di Versailles, il Rococò fu riproposto in alcuni palazzi parigini come l'Hôtel de Soubise, e in seguito si irradiò in tutta Europa.
Il Castello Solitude a Stoccarda, la chiesa bavarese del Santuario di Wies e il Palazzo di Sanssouci a Potsdam sono alcuni esempi dell'architettura rococò in Europa. In questo contesto continentale, dove il rococò è completamente sotto controllo, le sculture sono espresse sotto forma di ornamenti floreali, linee interrotte e scene fantastiche.
In Germania, artisti francesi e tedeschi come Cuvilliés, Johann Balthasar Neumann e Georg Wenzeslaus von Knobelsdorff realizzarono l'allestimento del Padiglione di Amalienburg, nel Parco del Castello di Nymphenburg a Monaco di Baviera, e i castelli di Würzburg, Sans-Souci a Potsdam, Charlottenburg a Berlino, Brühl in Westfalia, Bruchsal, Castello Solitude a Stoccarda e Schönbrunn a Vienna.
Nelle decorazioni d'interni, il rococò sopprime le divisioni architettoniche di architrave, fregi e cornici, per il pittoresco, il curioso e il capriccioso, realizzato in materiali plastici come il legno scolpito e lo stucco. Pareti, soffitti, mobili e oggetti di metallo e porcellana si fondono in un insieme omogeneo. Le tinte del rococò sono di color pastello molto più leggere dei colori sgargianti del barocco.
L'intonaco rococò degli artisti italiani e svizzeri come Bagutti e Artari è una caratteristica delle costruzioni di James Gibbs e dei fratelli Franchini, operanti in Irlanda, che riproducevano qualsiasi cosa fosse realizzata in Inghilterra.
In Inghilterra uno dei quadri di William Hogarth Marriage à la Mode, dipinto nel 1745, mostra un insieme di stanze di un palazzo di Londra, dove lo stile rococò si trova solo sugli intonaci e sul soffitto. È poi prodotta una pletora di vasi cinesi in cui i Mandarini (dignitari imperiali cinesi) sono effigiati in modo satirico e rappresentati come piccole mostruosità.

### Pittura

Scena campestre di François Boucher, 1747, Museo nazionale di Stoccolma.

Sebbene abbia avuto origine puramente nelle arti decorative, il rococò mostrò la sua influenza anche nella pittura.
I pittori usarono colori delicati e forme curve, decorando le loro tele con cherubini e miti d'amore. Anche il ritratto fu popolare fra i pittori rococò. I loro panorami erano pastorali e spesso dipingevano i pranzi sull'erba di coppie aristocratiche. Con notevole successo in ambito aristocratico si affermò anche la scena galante, variante aristocratica della scena di genere, rappresentante donne impegnate nella toletta, in boudoirs o in riti edonistici che si fanno simbolo di una visione più smaliziata e mondana dell'arte.
Il grande interesse verso un'indagine razionale della realtà trovò espressione nella pittura di vedute (vedutismo). Caratterizzata dalla fedele rappresentazione di luoghi e panorami, la vedutistica presenta finalità documentaristiche, nel rispetto degli indizi ottici ricavati da una diretta visione del reale. Tale genere si afferma soprattutto con il turismo culturale del Grand Tour. Grande successo, nell'ambito vedutistico, ebbe il cosiddetto capriccio. Legato alla dimensione del fantastico, il capriccio ha come oggetto paesaggi di pura invenzione disseminati di rovine classiche in realtà poste in siti differenti.
Jean-Antoine Watteau (1684-1721) è considerato il più importante pittore rococò ed ebbe una grande influenza sui suoi successori, inclusi François Boucher (1703-1770) e Jean-Honoré Fragonard (1732-1806), due maestri del tardo periodo. Anche il tocco delicato e la melanconia di Thomas Gainsborough (1727-1788) riflettono lo spirito rococò.

### Scultura

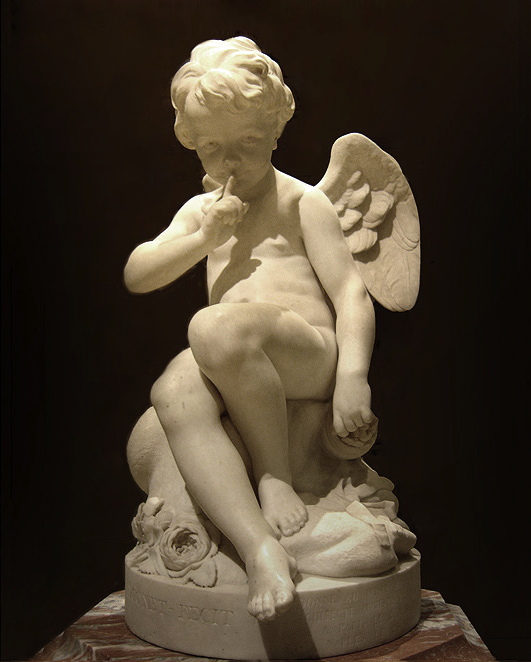
Étienne Maurice Falconet, L'Amore minacciante, 1757, Parigi, museo del Louvre.

La scultura è un'altra area nella quale gli artisti rococò hanno operato. 
Étienne Maurice Falconet (1716-1791) è considerato uno dei migliori rappresentanti del rococò francese. In generale, questo stile fu espresso meglio attraverso la scultura di porcellana delicata piuttosto che quella di statue marmoree ed imponenti. Falconet stesso era direttore di una famosa fabbrica di porcellana a Sèvres. I temi dell'amore e della gioia furono rappresentati nella scultura, così come la natura e le linee curve e asimmetriche.
Lo scultore Edmé Bouchardon (1698-1762) rappresentò Cupido occupato nell'intagliare i suoi dardi d'amore dalla clava di Ercole; questa statua oggi conservata al museo del Louvre rappresenta un simbolo eccellente dello stile rococò. Il semidio è trasformato nel bambino tenero, la clava che fracassa le ossa si trasforma in frecce che colpiscono il cuore, nel momento in cui il marmo è sostituito così liberamente dallo stucco. In questo collegamento si possono menzionare gli scultori francesi Nicolas Coustou, Guillaume Coustou, Robert Le Lorrain, Michel Clodion e Jean-Baptiste Pigalle.

### Musica
Lo stile galante fu l'equivalente del rococò nella storia della musica, così come tra musica barocca e musica classica, e non è facile definire questo concetto con le parole. La musica rococò si sviluppò al di fuori della musica barocca, particolarmente in Francia. Può essere considerata come una musica molto intimistica resa in forme estremamente raffinate. Fra i massimi esponenti di questa corrente si possono citare Jean-Philippe Rameau, François Couperin, Johann Schobert, Baldassare Galuppi, Georg Philipp Telemann, Leopold Mozart, Carl Philipp Emanuel Bach e Johann Christian Bach.

## Rococò in Italia

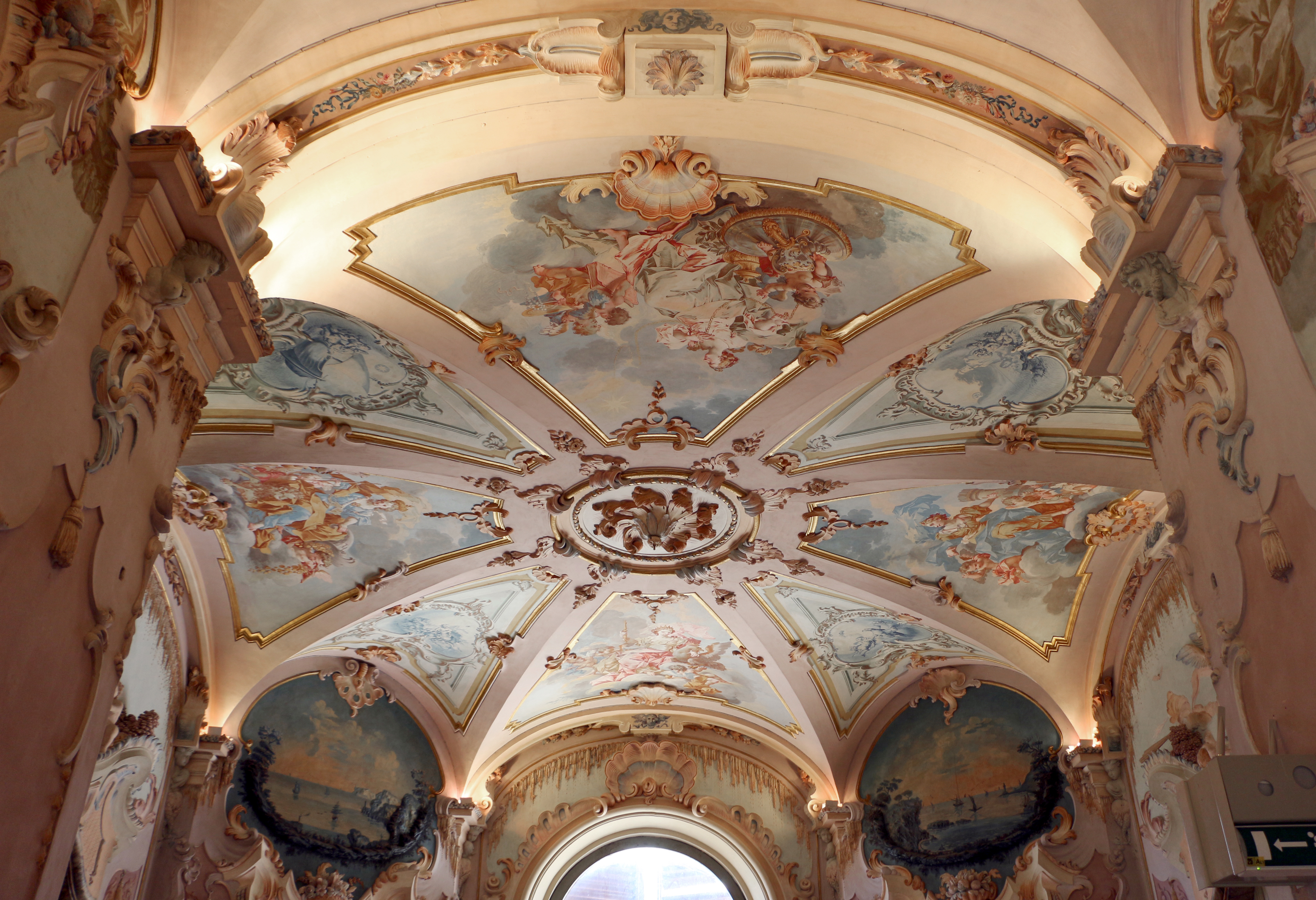
Particolare della Galleria degli Stucchi di Palazzo Pianetti a Jesi.

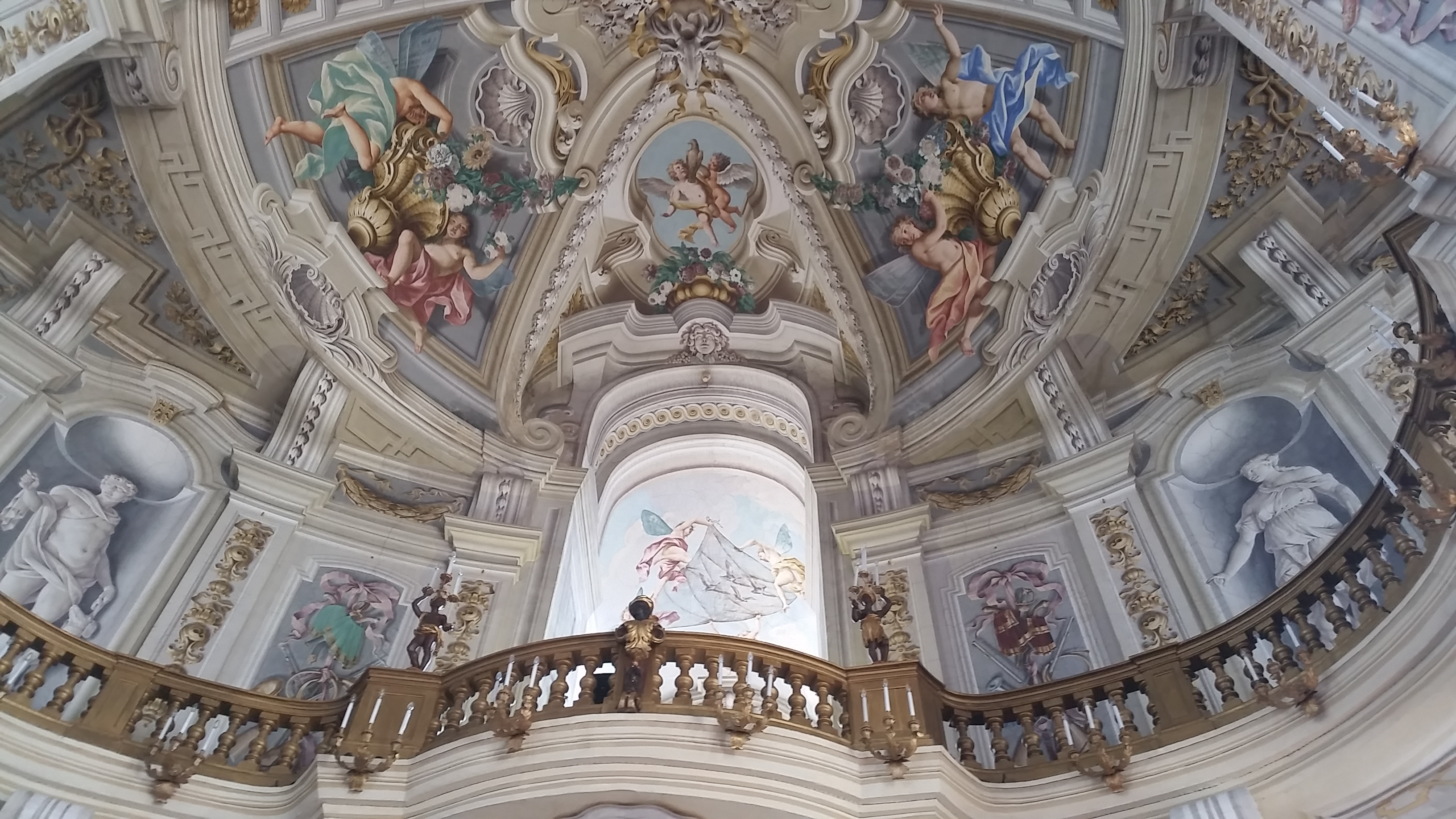
Particolare del Salone centrale della Palazzina di caccia a Stupinigi.

Anche in Italia il Rococò, sull'esempio francese, creò un notevole rinnovamento nel settore delle decorazioni d'interni e nella pittura. Questo avvenne soprattutto nelle regioni del nord (Liguria, Piemonte, Lombardia, Veneto), mentre nell'Italia centrale, forse per l'influenza della Chiesa, lo stile non si sviluppò in maniera sensibile. Fa eccezione la cittadina marchigiana di Jesi che risentì di un certo influsso austriaco grazie alle imprese eroiche della famiglia dei marchesi Pianetti al servizio degli Asburgo nell'Assedio di Vienna contro i Turchi.
Altro discorso ancora va fatto per la Sicilia; qui si sviluppò una evoluzione del barocco ma di gusto più spagnoleggiante e molto simile al plateresco.

### Architettura
I massimi interpreti del rococò nell'architettura sono il siciliano Filippo Juvarra, che lavorò molto a Torino come architetto di Casa Savoia, Luigi Vanvitelli, che lavorò per i Borbone di Napoli.
Tra le più importanti realizzazioni di Filippo Juvarra si ricordano: la Palazzina di caccia a Stupinigi, la Reggia di Venaria Reale, la basilica di Superga e il Palazzo Madama a Torino.

### Pittura

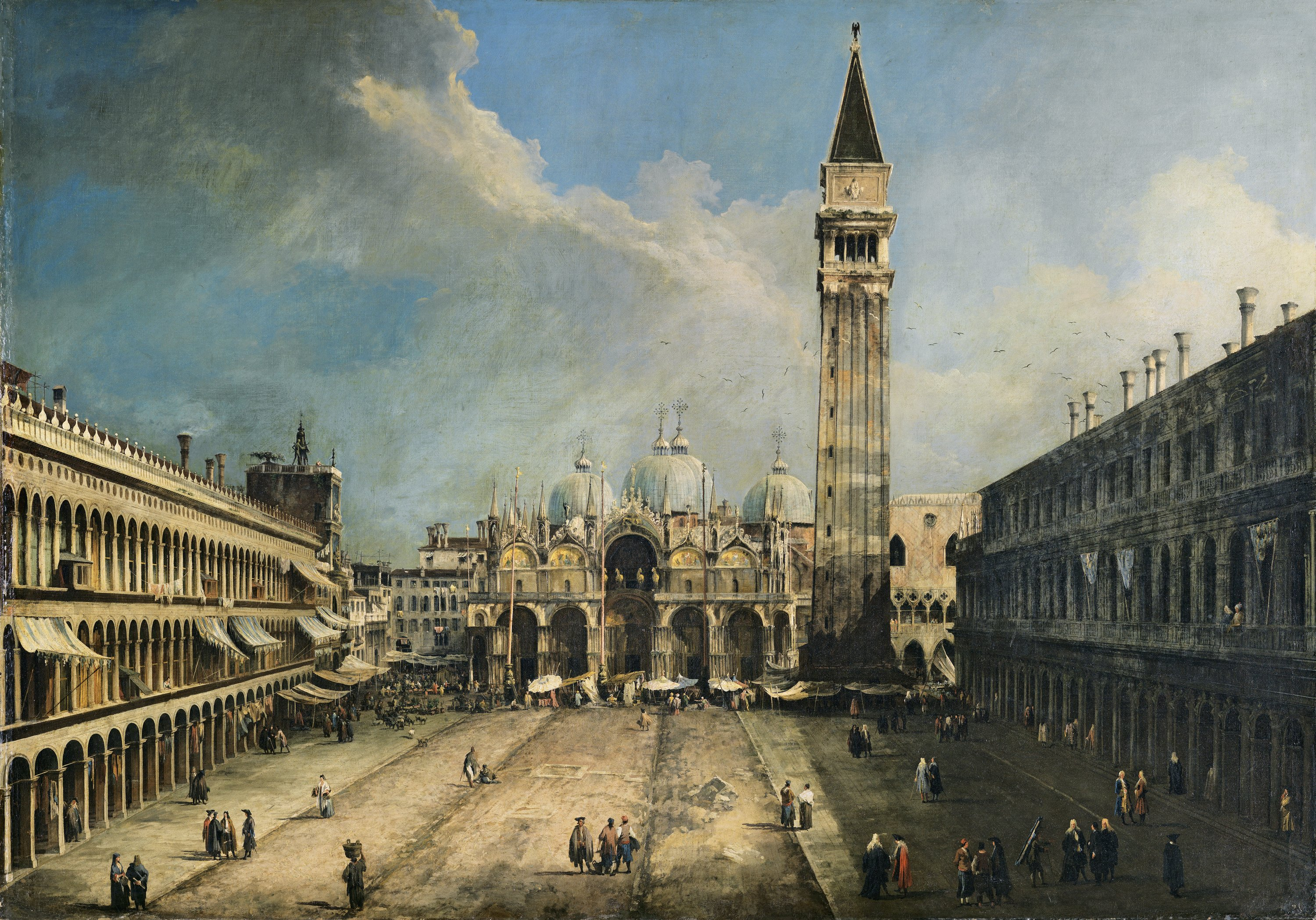
Piazza San Marco, prima del 1723, dipinta dal Canaletto

Nel campo della pittura i maggiori interpreti del rococò si possono considerare gli artisti che operano a Venezia; tra di essi le figure più importanti si possono considerare: Giambattista Tiepolo di cui si ricordano Ritratto di Antonio Riccobono, San Rocco e Ercole soffoca Anteo; Canaletto che realizzò opere tra cui: Piazza San Marco, San Cristoforo San Michele e Murano, I cavalli di San Marco sulla piazzetta, Il campo di Rialto a Venezia e Paesaggio fluviale con colonna ed arco di trionfo; Francesco Guardi che dipinse circa ottocentosessanta opere fra le quali si ricordano Miracolo di un santo domenicano, Concerto di dame al Casino dei Filarmonici e La Carità. Nella scuola napoletana le due personalità più rappresentative del periodo sono: Francesco De Mura e Corrado Giaquinto. Il primo, autentico dominatore della scena artistica locale dopo la morte del suo maestro Solimena, fu impegnato in molte chiese e palazzi della città, ma ricevette commissioni anche dai Borbone di Napoli e di Spagna e dai Savoia; mentre il secondo fu acclamato ed ebbe importanza a livello europeo, essendo tra i pittori più ricercati in quel periodo. Dipinse infatti opere ed affrescò chiese e palazzi per i Papi ed i cardinali a Roma, per i Savoia a Torino, per i Braganza in Portogallo, e per i reali di Spagna a Napoli e Madrid, affrescandone il palazzo reale, tanto da influenzare anche Antonio González Velázquez, Mariano Salvador Maella ed altri pittori spagnoli. Altri artisti importanti anche se scoperti successivamente sono Giovanni Battista Piazzetta e Sebastiano Ricci.

### Scultura
Nel settore della scultura, per la verità assai povero in questo periodo, si distingue Giacomo Serpotta che, soprattutto a Palermo, realizzò opere per diverse chiese della città fra le quali si possono citare gli Oratori di Santa Cita, di San Lorenzo e del Rosario a San Domenico e la Chiesa di San Francesco d'Assisi. Anche alcuni scultori che realizzarono fontane a Roma e nella Reggia di Caserta possono essere considerati ispirati allo stile rococò.

## Rococò e Chiesa cattolica

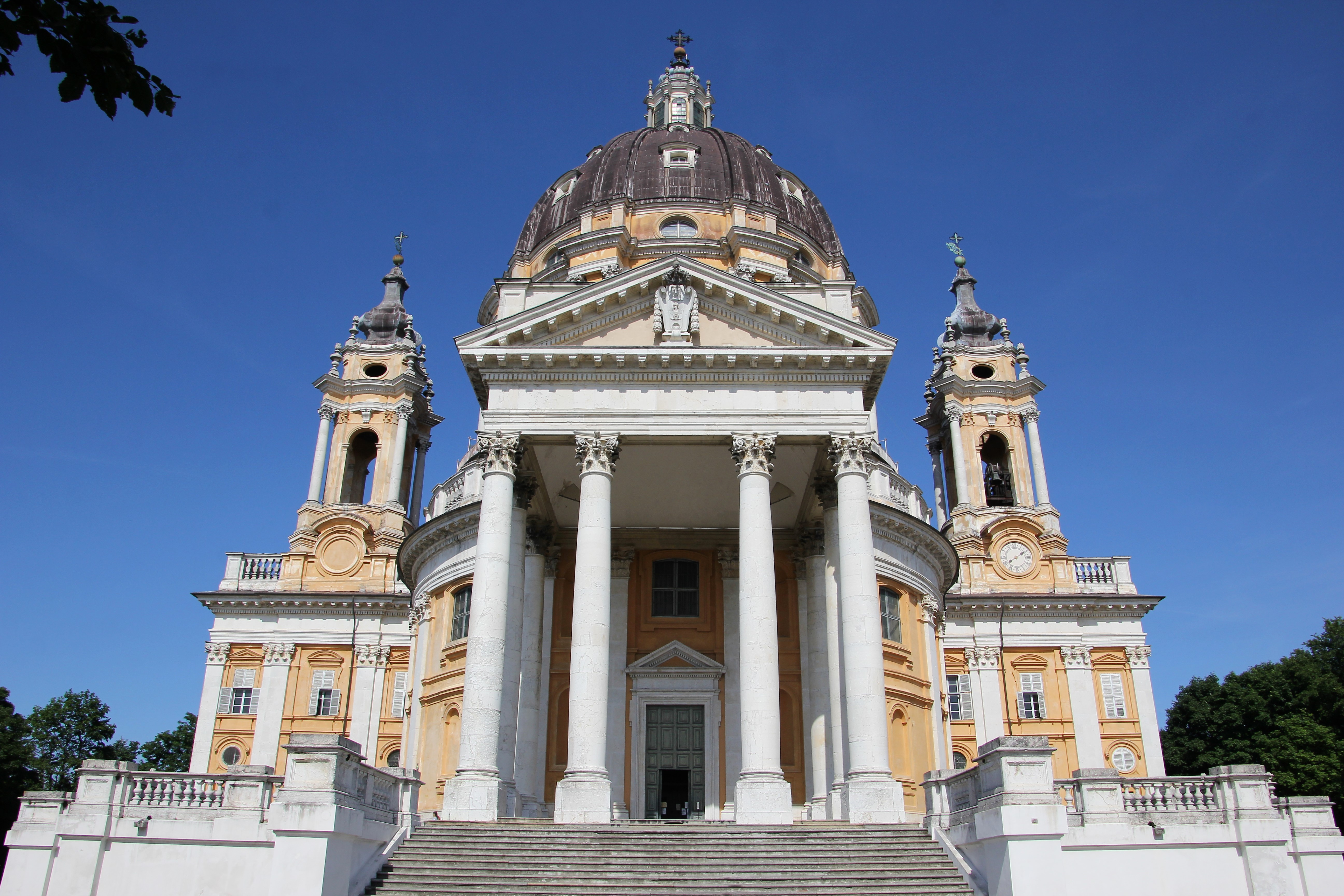
Filippo Juvarra, Basilica di Superga (Torino)

Una visione critica del rococò in contesti ecclesiastici fu sostenuta dall'Enciclopedia cattolica. Per la chiesa, si diceva, lo stile rococò può essere assimilato alla musica profana, contrapposta alla musica sacra. La sua mancanza di semplicità, la sua esteriorità e la frivolezza hanno un effetto che distrae dal raccoglimento e dalla preghiera. La sua mollezza e la grazia non si addicono alla casa di Dio. 

A questa affermazione si contrappone oggi quella di molti critici, che invece vede nella raffinata espressione rococò lo stile più vicino alla grazia e alla bellezza del paradiso.
Nello sviluppo del rococò, sarà trovata una decorazione compatibile con l'aspetto sacro delle chiese.
In ogni caso è molto diverso se lo stile è usato in forma moderata come dai maestri francesi e italiani o estremizzato dall'opulenza delle forme degli artisti tedeschi.
Gli artisti francesi e italiani sembra non abbiano mai considerato la bellezza della composizione come il loro oggetto principale, mentre i tedeschi fecero dell'imponenza delle linee il loro scopo più importante.
Nel caso di grandi oggetti, la scultura rococò può riuscire, ma qualora questa graziosità venga elusa si riscontra una somiglianza con il barocco. Gli elementi fantasiosi di questo stile mal si confanno con le grandi pareti delle chiese. In ogni caso tutto deve essere uniformato alle situazioni locali ed alle circostanze. 

Fra i materiali usati nello stile rococò figurano il legno intagliato, il ferro e il bronzo usati nella costruzione di balaustre e cancellate. Elemento distintivo è la doratura che rende i freddi materiali metallici più accettabili per il loro inserimento in un ambiente non profano.